# Veronika Tacke
Veronika Tacke (* 1961 in Lippstadt) ist eine deutsche Soziologin.
Tacke studierte Soziologie an der Universität Bielefeld, war dort wissenschaftliche Mitarbeiterin und wurde – nach Forschungs- und Lehraufenthalten in Florenz und Luzern sowie ihrer Habilitation 2002 – ebendort 2004 Professorin für Organisationssoziologie.

## Schriften (Auswahl)
- Rationalitätsverlust im Organisationswandel, Frankfurt/Main: Campus, 1997.
- (Hg.), Organisation und gesellschaftliche Differenzierung, Wiesbaden: Westdeutscher Verlag, 2001.
- (Hg. mit Thomas Klatetzki), Organisation und Profession, Wiesbaden: VS Verlag für Sozialwissenschaften, 2005.
- (Hg. mit Michael Bommes), Netzwerke in der funktional differenzierten Gesellschaft, Wiesbaden: VS Verlag für Sozialwissenschaften, 2010.
- (Hg. mit Maja Apelt), Handbuch Organisationstypen. Wiesbaden: Springer VS, 2012.
- (Hg.), Giuseppe Bonazzi, Geschichte des organisatorischen Denkens (übersetzt aus dem Italienischen), 2. Auflage. Wiesbaden: Springer VS, 2014 (erste Auflage 2008).
- (mit Thomas Drepper), Soziologie der Organisation, Wiesbaden: Springer VS, 2018.
- (Hg. mit Christopher Dorn), Vergleich und Leistung in der funktional differenzierten Gesellschaft, Wiesbaden: Springer VS, 2018.
- (Hg. mit Ernst Lukas), Niklas Luhmann, Schriften zur Organisation 1: Die Wirklichkeit der Organisation, Wiesbaden: Springer VS, 2018.
- (Hg. mit Ernst Lukas), Niklas Luhmann, Schriften zur Organisation 2: Theorie organisierter Sozialsysteme, Wiesbaden: Springer VS, 2019.
- (Hg. mit Ernst Lukas), Niklas Luhmann, Schriften zur Organisation 3: Gesellschaftliche Differenzierung, Wiesbaden: Springer VS, 2019.
- (Hg. mit Ernst Lukas), Niklas Luhmann, Schriften zur Organisation 4: Reform und Beratung, Wiesbaden: Springer VS, 2020.
- (Hg. mit Ernst Lukas), Niklas Luhmann, Schriften zur Organisation 5: Vorträge, Lexikoanrtikel, Rezensionen, Wiesbaden: Springer VS, 2022.
- (Hg. mit Sven Kette), Organisation und Digitalisierung, Soziale Systeme. Zeitschrift für soziologische Theorie, Special Issue (Jg. 26, 1-2), Berlin: De Gruyter, 2022.
- (Hg. mit Maja Apelt), Handbuch Organisationstypen, Aktualisierte und erweiterte Auflage, Wiesbaden: Springer VS, 2023.